# Infratest dimap
Infratest dimap Gesellschaft für Trend- und Wahlforschung mbH (Kurzschreibweise: infratest dimap) ist ein Anbieter von Wahl- und Politikforschung in Deutschland. Er ist vor allem durch den in der ARD und Tageszeitungen veröffentlichten ARD-Deutschlandtrend und die Prognosen und Hochrechnungen an Wahlabenden bekannt.
Die in Berlin ansässige Firma wurde 1996 aus dem 1990 von TNS Infratest gegründeten Infratest Burke Berlin unter Beteiligung des Bonner Instituts für Markt- und Politikforschung dimap gebildet, nachdem die ARD Infratest und dimap für die hauseigene Wahlberichterstattung beauftragt hatte.
TNS Infratest wurde 2008 von der WPP Group übernommen und in die WPP-eigene Marktforschungsgesellschaft Kantar Group ausgelagert. Kantar wurde wiederum 2019 an den Finanzinvestor Bain Capital verkauft. Bain hält 51 Prozent der Anteile an Infratest dimap, dimap 49 Prozent. Infratest dimap hat etwa 25 fest angestellte Mitarbeiter. Bei Telefonbefragungen werden freiberufliche Interviewer eingesetzt, an Wahltagen sind bis zu 1200 Interviewer im Einsatz.

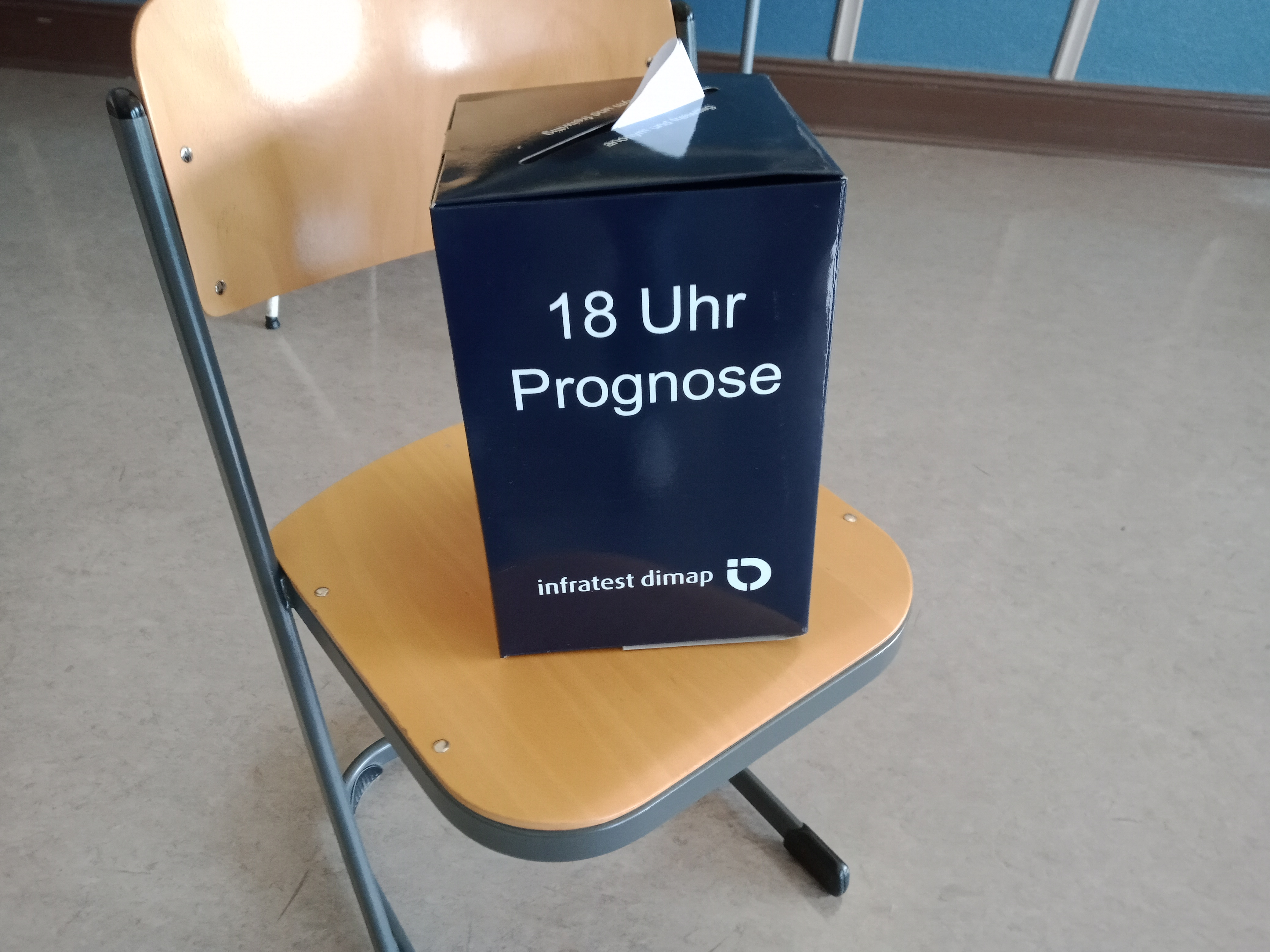
Urne für 18-Uhr-Prognose zur Bundestagswahl 2021

Die von Infratest dimap eingesetzten Verfahren sind:
- Telefonerhebungen
- Jörg Schönenborn erklärt die Zahlen von Infratest Dimap in einer Wahlsendung der ARD (2022)Wahltagsbefragungen

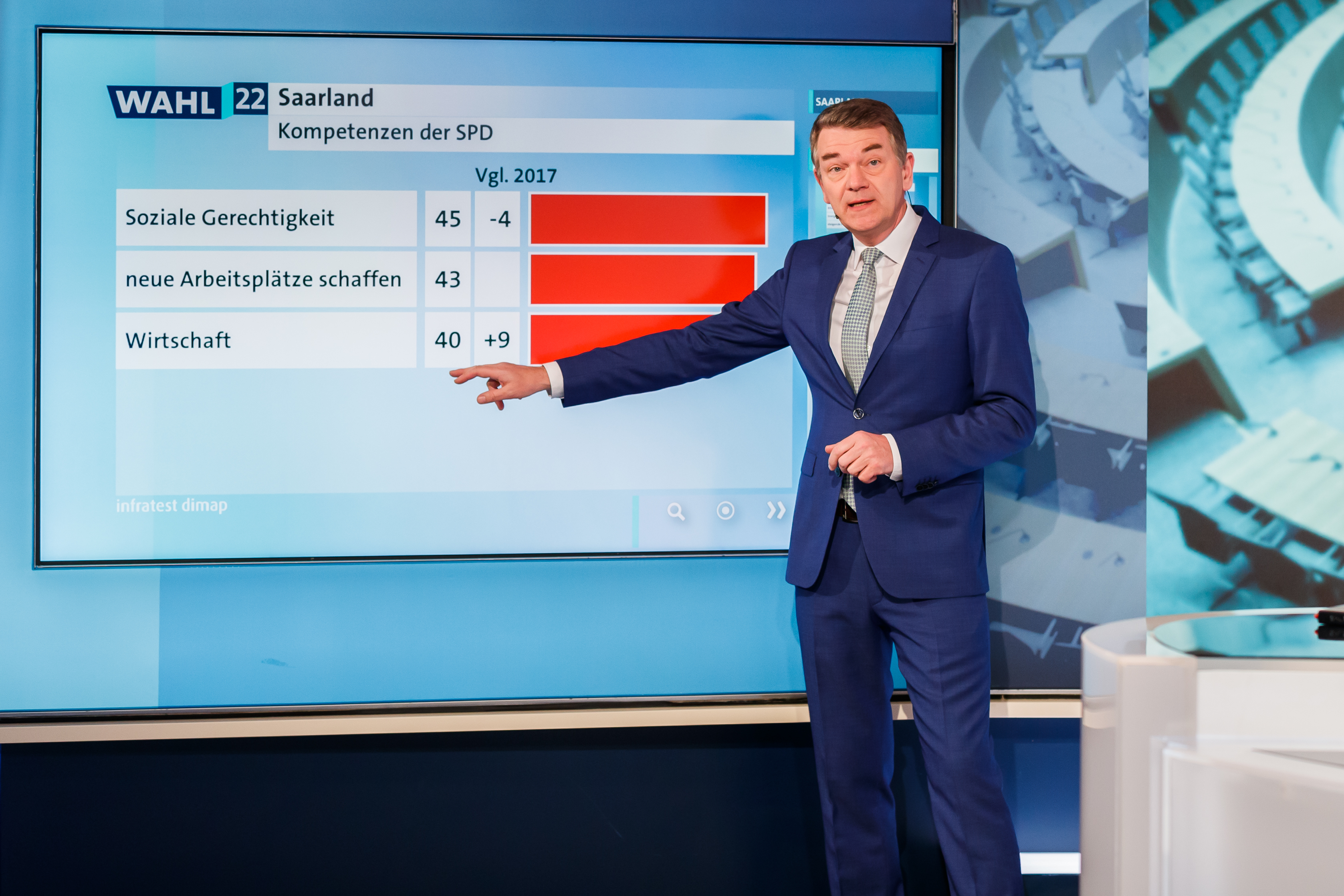
Jörg Schönenborn erklärt die Zahlen von Infratest Dimap in einer Wahlsendung der ARD (2022)

- mündliche, persönliche Befragungen
- schriftliche Befragungen
- Online-Erhebungen
- qualitative Verfahren

Kunden von Infratest dimap sind außer der ARD und der Tages- und Wochenpresse vor allem auch Presseagenturen, Verbände, wissenschaftliche Einrichtungen und andere Institutionen und Privatunternehmen in Deutschland, aber auch internationale Auftraggeber.